# Андреас Матт
Андреас Матт (нім. Andreas Matt; нар. 19 жовтня 1982) — австрійський фристайліст, спеціаліст із скікросу, призер Олімпійських ігор, чемпіон світу.
Андреас Матт бере участь у змаганнях зі скікросу на рівні Кубка світу з 2004. Перший подіум він здобув у сезоні 2007/2008. У 2009 він виграв чемпіонат світу. На Олімпіаді у Ванкувері Матт фінішував другим.
Брат Андреаса, Маріо Матт — гірськолижник.